# Cerotelion pendleburyi
Cerotelion pendleburyi är en tvåvingeart som beskrevs av Loïc Matile 1990. Cerotelion pendleburyi ingår i släktet Cerotelion och familjen platthornsmyggor. Inga underarter finns listade i Catalogue of Life.